# 武彦王妃佐紀子女王
武彦王妃 佐紀子女王（たけひこおうひ さきこじょおう、1903年〈明治36年〉3月30日 - 1923年〈大正12年〉9月1日）は、日本の皇族、賀陽宮邦憲王と同妃好子の第2王女、山階宮武彦王の妃。

## 生涯
1903年（明治36年）3月30日午後5時、賀陽宮邦憲王と同妃好子の第2王女子（第3子）として誕生。京都府立第一高等女学校を卒業。
1921年（大正10年）2月、山階宮武彦王と婚約が内定したと報じられたが、複数回延期された。1922年（大正11年）7月19日午前9時に結婚の儀を執り行い、山階宮武彦王と結婚した。
翌1923年（大正12年）9月1日、佐紀子女王は第1子を懐妊し、母・好子妃とともに神奈川県鎌倉市の由比ヶ浜別邸で静養していたところ、関東大震災で別邸が崩壊し、同日薨去した。圧死であった。
佐紀子女王を守ろうと、好子妃や侍女、そして侍医が身を重ねたが、間もなく建屋が崩壊した。瀕死の侍医に、好子妃はその死が「国家の損失である」と声をかけ、侍医はその言葉に感謝しつつ絶命した。
夫の武彦王は、追浜（現横須賀市）から自動車で駆けつけ、震災発生から約2時間後に妃の遺体に対面した。佐紀子女王の遺体が発見された際、結婚以前から仕えていた侍女の石島祥（いしじま しょう/石嶋祥子とも）が、佐紀子女王を守ろうと覆いかぶさるようにして殉死していた。武彦王は、胎児だけでも助からないかと下問したが、侍医がその可能性も無いことを告げると、好子妃は涙を流して悲しんだ。
遺骸は、防腐処理の上で鎌倉御用邸内のテントに移された。テントには、負傷した母・好子妃も身を寄せ、武彦王は妃の通夜と、姑の看病に臨んだ。武彦王は、横須賀の海軍航空隊に勤務しており、同部隊からテント等の資材や警護人員の差出を受けた。
武彦王は見舞いの武官に、多数の国民を喪ったことを残念に思うとした上で、妃佐紀子女王の薨去について次のように述べた。
9月17日付の官報で、生前に遡って勲一等宝冠章が授与されたことが公表された。9月18日午前8時に、山階宮邸で告別の儀が行われ、引き続き東京都文京区の豊島岡墓地にて埋柩の儀が執り行われ午前10時15分に終了した。
妻子を喪った武彦王は精神疾患を発症し、梨本宮家の規子女王との再婚も破談となった。
なお、同震災では、藤沢市で東久邇宮稔彦王第2王男子の師正王が、小田原市で閑院宮載仁親王第4王女子の寛子女王がやはり遭難し、皇族ではあわせて3名が落命している。後年、昭和天皇は皇族の薨去があったことを理由に、9月1日を「慎みの日」としていた。

## 栄典
勲章等
| 受章年                    | 略綬 | 勲章名       | 備考 |
| ------------------------- | ---- | ------------ | ---- |
| 1922年（大正11年）6月27日 |      | 勲二等宝冠章 |      |
| 1923年（大正12年）9月1日  |      | 勲一等宝冠章 |      |

## 関連書籍
- 京都鴨沂会『露わけ衣』〈鴨沂会雑誌 特別増刊　佐紀子女王殿下奉悼號〉1924年。